# Anton Coppola
Antonio Francesco Coppola (Ocean Hill, 21 de marzo de 1917-Nueva York, 9 de marzo de 2020) fue un director de ópera y compositor estadounidense. Fue el tío del director de cine Francis Ford Coppola y la actriz Talia Shire, así como el tío abuelo de Nicolas Cage, Sofía Coppola, Gian-Carlo Coppola, Jason Schwartzman y Robert Schwartzman, y el hermano menor del músico y compositor estadounidense Carmine Coppola.

## Biografía
Nació en Ocean Hill, Brooklyn, el 21 de marzo de 1917, pero creció mayoritariamente en Harlem del Este. Era hijo  de Maria (nacida Zasa) y Agostino Coppola, quién llegó a los Estados Unidos desde Bernalda, Basilicata. Coppola empezó su carrera a la edad de ocho años con el coro de los Niños de Ópera Metropolitanos. A la edad de 9 años estuvo en el conocido debut de Turandot. Se desempeñó como líder de banda en el ejército durante la Segunda Guerra Mundial, director en Radio City Music Hall y director del Departamento de Sinfonía y del Departamento de Ópera en la Escuela de Música de Manhattan. Ganó un grado de bachillerato (1964) y el grado de maestro (1965) en composición de la Escuela de Música de Manhattan y recibió doctorados con honores de la Universidad de Tampa y la Universidad Quinnipiac en Connecticut.
El primer matrimonio de Coppola fue con Marion Jane Miller, una bailarina de ballet, con quien tuvo una hija, Susan Marion Coppola (1943-2008). Después de su divorcio, él se casó con Almarinda Drago en 1950, también una bailarina de ballet, con quien tuvo dos hijos, Lucia y Bruno Coppola.
Llegó a ser tío-tatarabuelo en 2014, con el nacimiento del nieto de Nicolas Cage, Lucian Augustus Coppola Cage y cumplió 100 años en marzo de 2017.
Falleció el 9 de marzo de 2020, a la edad de 102 años, en Manhattan.

## Trabajos
Entre las composiciones de Coppola, están un concierto de violín, una sinfonía, y Sacco and Vanzetti, una ópera en italiano e inglés sobre los inmigrantes Sacco y Vanzetti. En los años 50 y 60, Coppola fue director musical de seis musicales de Broadway, incluyendo Medias de Seda, Bravo Giovanni y El Amigo del Niño. Condujo dos temas de película, El Padrino III (1990) y Drácula (1992). Apareció en escenario, conduciendo Cavalleria rusticana en el Teatro Massimo en Palermo.
Debutó con la Ópera de la Ciudad de Nueva York en 1965, conduciendo el estreno mundial Lizzie Borden de Jack Beeson y dirigió las actuaciones de Carmen (con Beverly Wolff, Richard Cassilly y Norman Treigle), La traviata, El barbero de Sevilla, y Madama Butterfly durante el mismo año. En la Ópera de Seattle en 1970, Coppola dirigió el estreno mundial De Ratones y de Hombres de Carlisle Floyd.
Ayudó a fundar la Ópera Tampa en 1996 y sirvió como su Director Artístico Fundador. Entre sus numerosas producciones con la compañía estuvo en el estreno mundial de Sacco y Vanzetti el 17 de marzo de 2001 y  se retiró de esa posición en 2012.
Fue honrado con el Premio de Logro Lifetime de la Fundación Puccini y reconocido por el gobierno italiano como Cavaliere, Gran Ufficiale. 
Colaboró con la Orquesta Sinfonica di Milano, Giuseppe Verdi, también conocida como Orquesta Verdi y en una grabación con la soprano Angela Gheorghiu en un trabajo para EMI de Puccini. Este fue más tarde reeditado con pistas adicionales grabadas por Pappano y la Orquesta Real de la Casa de la Ópera, Covent Garden.

## Premio
En 2008, Ópera Tampa anunció que un premio iba a ser establecido en su nombre. El Premio de Excelencia Anton Coppola en Artes es presentado anualmente como reconocimiento a un artista por contribuciones significativas a Ópera Tampa y al mundo de la música en general y específicamente por trabajos extraordinarios en el desarrollo y promoción de la forma de arte operística. Coppola recibió el premio en 2012, el mismo año de su jubilación.

## Filmografía
- El Padrino III (1990) - Director del tema 'Cavalleria Rusticana'[4]
- Mozart en la Selva (2015) - Anton Gallo